# Geotrupini
Geotrupini – plemię chrząszczy żukokształtnych z rodziny gnojarzowatych (Geotrupidae) i podrodziny Geotrupinae.

## Opis
Przedstawiciele plemienia posiadają po wewnętrznej stronie przednich ud pole gęstych, żółtych włosków. Czułki ich wyposażone są w kulistą, matową buławkę o zredukowanych członach 10 i 11. Szew czołowy mają trójkątnie załamany.

## Systematyka
Do plemienia tego należą współcześnie rodzaje:
- Allotrypes François, 1904
- Anoplotrupes Jekel, 1865
- Baraudia Lopez-Colon, 1996
- Ceratophyus Fischer von Waldheim, 1823
- Cnemotrupes Jekel, 1866
- Geohowdenius Zunino, 1984
- Geotrupes Latreille, 1796
- Halffterius Zunino, 1984
- Haplogeotrupes Nikolaev, 1979
- Jekelius Lopez-Colon, 1989
- Megatrupes Zunino, 1984
- Mycotrupes LeConte, 1866
- Odontotrypes Fairmaire, 1887
- Onthotrupes Howden, 1964
- Peltotrupes Blanchard, 1888
- Phelotrupes Jekel, 1866
- Sericotrupes Zunino, 1984
- Sinogeotrupes Bovo et Zunino, 1983
- Thorectes Mulsant, 1842
- Trypocopris Motschulsky, 1859
- Zuninoeus López-Colón, 1989